# AQUOS Crystal
AQUOS Crystal（アクオス クリスタル）とは、シャープよって製造された、第3世代移動通信システムと第4世代移動通信システム対応の端末である。10月10日に米国で発売された。
商標は2014年4月1日にシャープから出願され、米国モデルの「AQUOS Crystal」と、日本モデルの「AQUOS CRYSTAL」の2種類が登録された。日本モデルは全て大文字アルファベットだが、米国モデルはクリスタルを小文字に冠したAQUOS Crystal 306SHとしてリリースしている。
スプリント、ヴァージン・モバイルUSA、ブースト・モバイルから発売される。製品番号は306SH。
その後2015年5月からはインドネシア国内においても「AQUOS Crystal SH825Wi」として発売されている。

## 概要
AQUOS Crystalは、米スプリントとソフトバンクモバイルによって共同開発されたグローバルモデルである。メーカーはシャープとなる。
特徴として、5インチのHDディスプレイには世界初のフレームレス構造が採用されており、ベゼルの幅が極限まで狭められている。部品は狭額縁液晶パネルと、前面パネルの光学レンズ効果が活用され、狭額縁化に成功している。内部仕様は、Snapdragon 400のチップセットと、1.5GBのメインメモリ、8GBのストレージ、128GBまで拡張可能なMicroSDXCスロットを搭載する。重量は141グラムと、日本向けモデルよりも1グラム重くなっている。
前面カメラは800万画素と、背面が120万画素となる。通信方式は、CDMA、LTE、Wi-Fiに対応し、近距離無線通信はNFCとBluetoothに対応している。オペレーティングシステムはAndroid 4.4.2 KitKatを搭載。カラーバリエーションは米国モデルがブラック、ホワイトの2色展開で、日本向けモデルにはピンク、ブルーが追加された4色展開となっている。
対応通信方式は日本向けモデルよりも少なく、GSMにも非対応である。日本で使える通信方式は、沖縄セルラー電話のauによって提供されるCDMA2000のバンドクラス0（800MHz帯）、LTEバンド26（auとNTTドコモの内包バンド18～19の800MHz帯）のみとなる。
OSはAndroid 4.4.2を搭載し、インターフェースはAOSPベースである標準Androidのデザインとなっている。
なおグローバルモデルの端末のため、ワンセグやおサイフケータイなど日本特有の需要に特化した機能は非搭載である。
米国モデルの端末価格は低く抑えられており、日本ソフトバンクモバイル向けの305SHが一括で5万4480円だが、対して米国スプリント向け306SHは239ドル（2万5000円）と、およそ半額以下になっている。ヴァージン・モバイルと、ブースト・モバイルに至っては、さらに安価な149ドル（1万5000円）を縛り無しで購入可能となっており、ソフトバンクが無理やり価格を釣り上げている可能性についての指摘もされている。

## 各モデルの販売形態
販売国とキャリア毎の販売形態を表で記述。
| 製品番号              | 306SH                              | 306SH                              | 306SH                              | 305SH                              |
| --------------------- | ---------------------------------- | ---------------------------------- | ---------------------------------- | ---------------------------------- |
| 販売国                | 米国                               | 米国                               | 米国                               | 日本                               |
| キャリア              | スプリント                         | ヴァージン・モバイル               | ブースト・モバイル                 | ソフトバンクモバイル               |
| 色                    | ホワイト/ブラック                  | ブラック                           | ホワイト                           | ホワイト/ブラック/ピンク/ブルー    |
| スピーカー付属        | 無し                               | 無し                               | 無し                               | 有り                               |
| SIMロック             | ロック ※90日契約でSIMフリー可能    | ロック ※解除不可                   | ロック ※解除不可                   | ロック ※解除不可                   |
| 価格 （最低契約期間） | 239.99ドル（14日）                 | 149.99ドル（0日）                  | 149.99ドル（0日）                  | 54,480円                           |
| 脚注                  | [ 11 ] [ 12 ] [ 10 ] [ 13 ] [ 14 ] | [ 11 ] [ 12 ] [ 10 ] [ 13 ] [ 14 ] | [ 11 ] [ 12 ] [ 10 ] [ 13 ] [ 14 ] | [ 11 ] [ 12 ] [ 10 ] [ 13 ] [ 14 ] |